# Лязгино (деревня, Пермский край)
Лязгино— деревня в Пермском крае России. Входит в Лысьвенский городской округ.

## Географическое положение
Расположена в северной части Лысьвенского городского округа, в 9 километрах к северо-западу от границ города Лысьва.

## История
Известна с 1904 года, основана предположительно в начале XIX века выходцами из современного Кишертского района. 
С 2004 до 2011 гг. входила в Лысьвенское городское поселение Лысьвенского муниципального района.

## Население
| 2010 |
| ---- |
| 15   |

Постоянное население составляло 10 человек (100 % русские) в 2002 году, 15 человек в 2010 году.

## Климат
Климат умеренно-континентальный. Среднегодовая температура воздуха равна: +1,7оС; продолжительность безморозного периода: 165 дней; средняя мощность снегового покрова: 50 см; средняя глубина промерзания почвы: 123 см. Устойчивый снежный покров сохраняется с первой декады ноября по последнюю декаду апреля. Средняя продолжительность снежного покрова 160—170 дней. Средняя из наибольших декадных высот снежного покрова за зиму — 50 см. Средняя максимальная температура самого жаркого месяца: + 24,4оС. Средняя температура самого холодного месяца: — 17,4оС.